# Kotliny (Beskid Sądecki)
Kotliny (838 m) – wierzchołek w Paśmie Radziejowej Beskidu Sądeckiego. Znajduje się na bocznym grzbiecie, odchodzącym od Błyszcza (945 m) w południowym kierunku i opadającym do Dunajca przy Przełomie Tylmanowskim. Na starych mapach wierzchołek 838 m nazywany był Błyszczem, zaś wierzchołek 945 m z kolei nazywano Kotlinami. Było więc odwrotnie, niż na nowszych mapach i w przewodniku turystycznym. Czytając starsze opracowania, a korzystając z nowych map trudno się połapać, o który wierzchołek właściwie chodzi, na dokładkę na lotniczej mapie Geoportalu jest to Bleszcz. Według niektórych autorów nazwa Kotliny jest zresztą sztucznie i nieprawidłowo przeniesiona z dawnej nazwy ludowej. Wierzchołek przecież nie może się nazywać Kotlinami. Nazwa ta odnosiła się do łąk po wschodniej stronie Błyszcza. Górale nadawali nazwy tym obszarom, które miały dla nich wartość użytkową, punktowe nadawanie nazw szczytom z reguły nie było im potrzebne. Natomiast turystów interesują głównie szczyty, stąd też na nowych mapach utworzono liczne szczegółowe nazwy dla wierzchołków, które dawniej nie miały własnej nazw, czasami przenosząc na wierzchołek nazwę z jego otoczenia (polany, pola uprawnego, przysiółku itp.).
Wierzchołek Kotliny (w rozumieniu tego słowa jako wierzchołka 838 m) jest całkowicie porośnięty lasem. Jego wschodnie stoki stromo opadają do potoku Napiekło, zachodnie do doliny potoku Klincowskiego, a w równie strome stoki południowe wcinają się doliny Długiego Potoku i Ciemnego Potoku. Jedynie na przełączce pomiędzy nim a Błyszczem znajduje się duża, zarastająca już polana, na której stoi chata mająca ściany z równo ułożonych kamieni. Przy chacie tej widziano ślady rysia.
Kotliny znajdują się w granicach wsi Tylmanowa w województwie małopolskim, w powiecie nowotarskim, w gminie Ochotnica Dolna, na obszarze Popradzkiego Parku Krajobrazowego, zaś na ich południowych, stromo podciętych przez Dunajec stokach znajduje się rezerwat przyrody Kłodne nad Dunajcem. Nie prowadzą tędy szlaki turystyczne i obszar ten jest też trudno dostępny.